# Alenka Novak
Alenka Novak, nekdanja slovenska kolesarka, * 17. avgust 1977.
Nastopila je na Svetovnem prvenstvu v cestnem kolesarstvu 2013 v Firencah.